# Jaap Peters

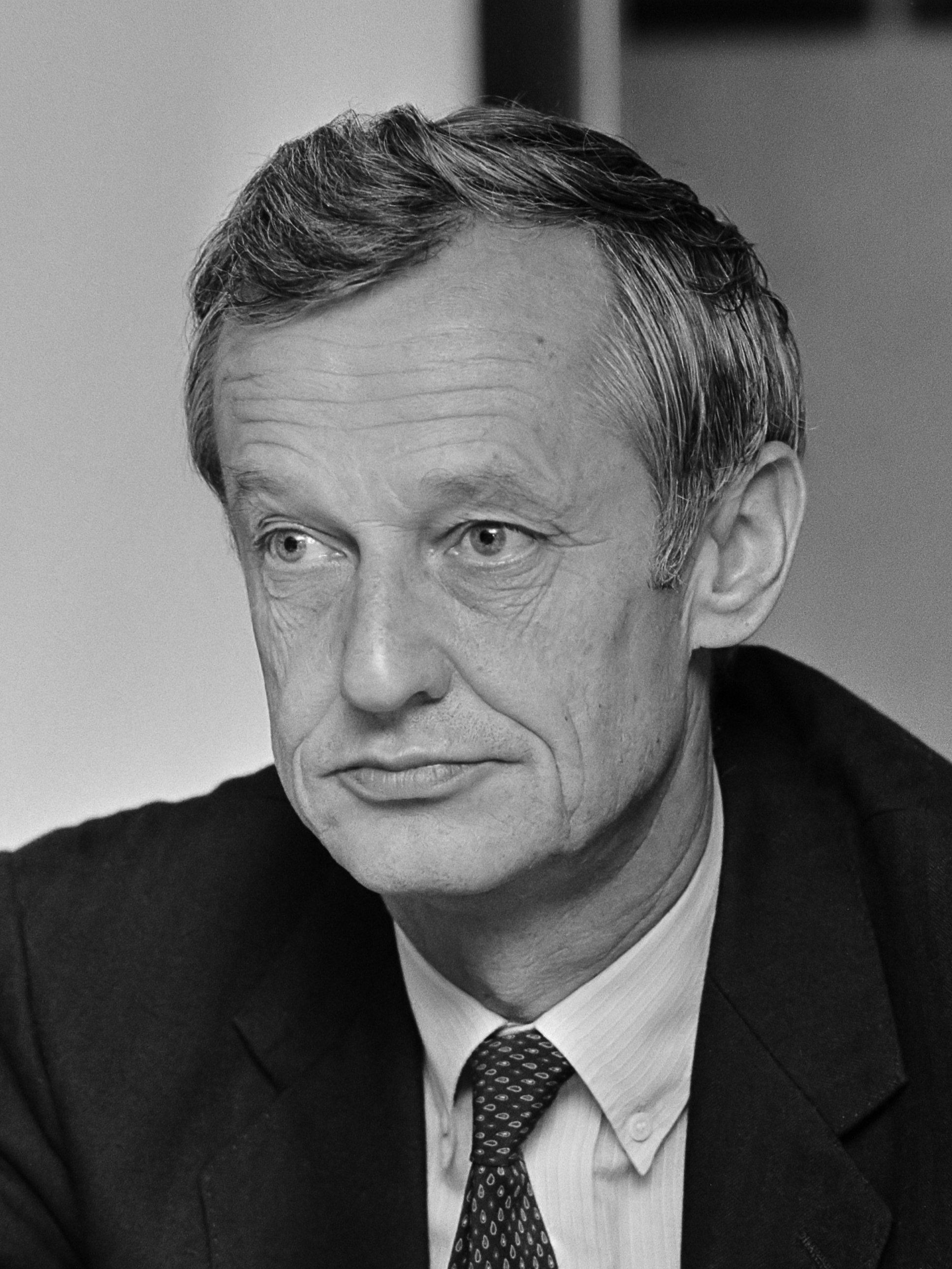
Jaap Peters (1983)

J.F.M. (Jaap) Peters (Amsterdam, 1931 — Wassenaar, 2019) was een Nederlands topbestuurder en voorzitter van de Commissie-Peters inzake Corporate governance.

## Loopbaan
Peters studeerde economie aan de Universiteit van Amsterdam en trad in 1958 in dienst van Nillmij, dat later via Ennia opging in verzekeraar Aegon. In 1980 werd hij daar bestuurslid en in 1983 bestuursvoorzitter. In 1984, na de fusie tussen Ennia en Ago, werd hij bestuursvoorzitter van Aegon. Peters was onder meer president-commissaris van Samas, commissaris bij de Bank Nederlandse Gemeenten (BNG), Randstad NV en PricewaterhouseCoopers. In totaal bekleedde hij ruim tien commissariaten. Daarnaast was hij voorzitter van de naar hem genoemde Commissie-Peters inzake Corporate governance (1997).
Deze commissie pleitte voor meer invloed van de aandeelhouders. De commissie gaf veertig vrijblijvende aanbevelingen, waarmee de macht van de aandeelhouders zou worden vergroot. Andere aanbevelingen waren dat herbenoeming van commissarissen geen automatisme meer zou zijn, dat effecten en optieregelingen van bestuurders in het jaarverslag zouden komen en dat certificaathouders stemrecht zouden krijgen.
Een van zijn beste vrienden was Morris Tabaksblat. In een interview in december 1998 met Vrij Nederland zei Peters over het tegenstribbelen van bestuurders tegen de toenemende macht van de aandeelhouders: Het is een achterhoedegevecht. Het is als met het vrouwenkiesrecht aan het begin van deze eeuw, toen sommigen zich afvroegen: moet dit nu zo nodig. Peters is ridder in de Orde van de Nederlandse Leeuw (1989).